# Erich Auerbach
Erich Auerbach (9 november 1892, Berlijn - 13 oktober 1957, Wallingford, Connecticut) was een Duits filoloog, vergelijkend literatuurwetenschapper en literair criticus. Zijn bekendste werk is Mimesis, een historisch overzicht over de wijze waarop de werkelijkheid in de literatuur wordt uitgebeeld.